# Cratere Sveinsdóttir
Sveinsdóttir  è un cratere sulla superficie di Mercurio.